# Ferenc Gyurcsány
Ferenc Gyurcsányⓘ (wym. [fɛrɛnt͡s ɟurtʃaːɲ]; ur. 4 czerwca 1961 w Pápie) – węgierski polityk i przedsiębiorca, parlamentarzysta i minister, w latach 2004–2009 premier Węgier, od 2007 do 2009 przewodniczący Węgierskiej Partii Socjalistycznej (MSZP), założyciel i w latach 2011–2025 przewodniczący Koalicji Demokratycznej (DK).

## Życiorys
Ukończył pedagogikę (1984) i ekonomię (1990) na Uniwersytecie Janusa Pannoniusa w Peczu. Działalność polityczną rozpoczął w czasach studenckich w KISZ-u, organizacji młodzieżowej komunistycznej Węgierskiej Socjalistycznej Partii Robotniczej. W 1988 został członkiem władz KISZ-u (przewodniczącym rady uniwersyteckiej przy komitecie centralnym), a po przekształceniach organizacyjnych w latach 1989–1990 pełnił funkcję wiceprzewodniczącego nowo powołanej organizacji młodzieżowej DEMISZ.
W 1990 przeszedł do biznesu. Był konsultantem i dyrektorem w przedsiębiorstwach finansowych. W latach 1992–2002 był dyrektorem zarządzającym Altus, spółki działającej w sektorze funduszy inwestycyjnych. Później został przewodniczącym rady tego przedsiębiorstwa. W 2002 był notowany na 50. pozycji listy najbogatszych ludzi na Węgrzech. W 2002 powrócił do aktywności politycznej. Nowo powołany socjalistyczny premier Péter Medgyessy powierzył mu stanowisko głównego doradcy strategicznego. W marcu 2003 wszedł w skład rady krajowej Węgierskiej Partii Socjalistycznej, a w maju tegoż roku objął stanowisko ministra do spraw dzieci, młodzieży i sportu, które zajmował do września 2004. W styczniu 2004 został przewodniczącym socjalistów w komitacie Győr-Moson-Sopron.
W sierpniu 2004, po słabych wynikach partii w eurowyborach i groźbie rozpadu koalicji, Péter Medgyessy podał się do dymisji. Ferenc Gyurcsány otrzymał rekomendację swojego ugrupowania na stanowisko premiera, zaakceptował go także koalicyjny Związek Wolnych Demokratów. 29 września 2004 jego rząd poparło w parlamencie 197 deputowanych, 12 zagłosowało przeciw, a większość posłów opozycji (w tym przedstawiciele największej partii opozycyjnej Fideszu) nie wzięło udziału w głosowaniu. Koalicja utrzymała większość w Zgromadzeniu Narodowym w wyborach w 2006, w których Ferenc Gyurcsány po raz pierwszy uzyskał mandat poselski. Pozostał wówczas na stanowisku premiera, a w 2007 objął dodatkowo funkcję przewodniczącego MSZP.
We wrześniu 2006 węgierskie radio ujawniło wypowiedź premiera z zamkniętego spotkania partii, które odbyło się w maju. Tam w ostrych słowach polityk przyznał się do zakłamywania informacji o stanie węgierskiej gospodarki podczas kampanii wyborczej z kwietnia, z czasu jego rządów i rządów jego partii, a także zapowiedział konieczność przeprowadzenia radykalnych reform. Wywołało to kilkutysięczną demonstrację przed gmachem parlamentu, która przerodziła się w gwałtowne zamieszki. Mimo nacisków opozycji Ferenc Gyurcsány nie ustąpił ze stanowiska, w październiku 2006 parlament udzielił mu wotum zaufania. W lutym 2008 w obecności węgierskiego premiera i Władimira Putina podpisano na Kremlu kontrowersyjną umowę Gazpromu i koncernu MOL o przeprowadzeniu gazociągu South Stream przez terytorium Węgier. Tym samym Ferenc Gyurcsány poparł konkurencyjny projekt rosyjski wobec projektu gazociągu Nabucco, priorytetowego wówczas projektu Unii Europejskiej. Decyzję tę skrytykował lider opozycji Viktor Orbán. 21 marca 2009 Ferenc Gyurcsány zapowiedział, że poda się do dymisji w związku z nasilającym się kryzysem gospodarczym. 14 kwietnia 2009 Zgromadzenie Narodowe uchwaliło konstruktywne wotum nieufności wobec jego rządu, na jego następcę w ramach dotychczasowej koalicji wyznaczony został Gordon Bajnai.
Po odejściu z urzędu ustąpił także z przywództwa w partii. Pozostał natomiast członkiem parlamentu. Mandat uzyskał również w 2010. W październiku 2011 wystąpił z MSZP, deklarując założenie nowe partii pod nazwą Koalicja Demokratyczna. W listopadzie 2011 został wybrany na przewodniczącego tego ugrupowania. Wystąpił także z klubu poselskiego socjalistów. Przed wyborami w 2014 dołączył ze swoją partią do centrolewicowej koalicji Jedność, utrzymując mandat deputowanego na kolejną kadencję.
W wyborach w 2018 jego ugrupowanie wystawiło samodzielną listę, przekraczając próg wyborczy. Ferenc Gyurcsány ponownie został wówczas wybrany do Zgromadzenia Narodowego. W 2022 utrzymał mandat deputowanego z ramienia koalicji ugrupowań opozycyjnych. W 2025 ogłosił rezygnację z funkcji partyjnych i miejsca w parlamencie, a także wycofanie się z aktywności politycznej.

## Życie prywatne
Jego pierwszą żoną była Beatrix Rozs. Po raz drugi zawarł związek małżeński z Ediną Bognár, z którą ma dwóch synów. Jego trzecią żoną została Klára Dobrev, z którą ma dwóch synów i córkę. W 2025 ogłoszono, że małżonkowie znaleźli się w separacji, deklarując zakończenie małżeństwa przez rozwód.